# Memar Ajami (metropolitana di Baku)
Memar Ajami è una stazione della Linea 2 della Metropolitana di Baku.
È stata inaugurata il 31 dicembre 1985.